# Heinrich X. (Reuß-Lobenstein)
Heinrich X. Reuß zu Lobenstein (* 9. September 1621 in Gera; † 25. Januar 1671 in Lobenstein) war ein deutscher Adliger und Rektor der Universität Leipzig. Er ist ein Vorfahre (genau: Ururururgroßvater) Victorias.

## Leben

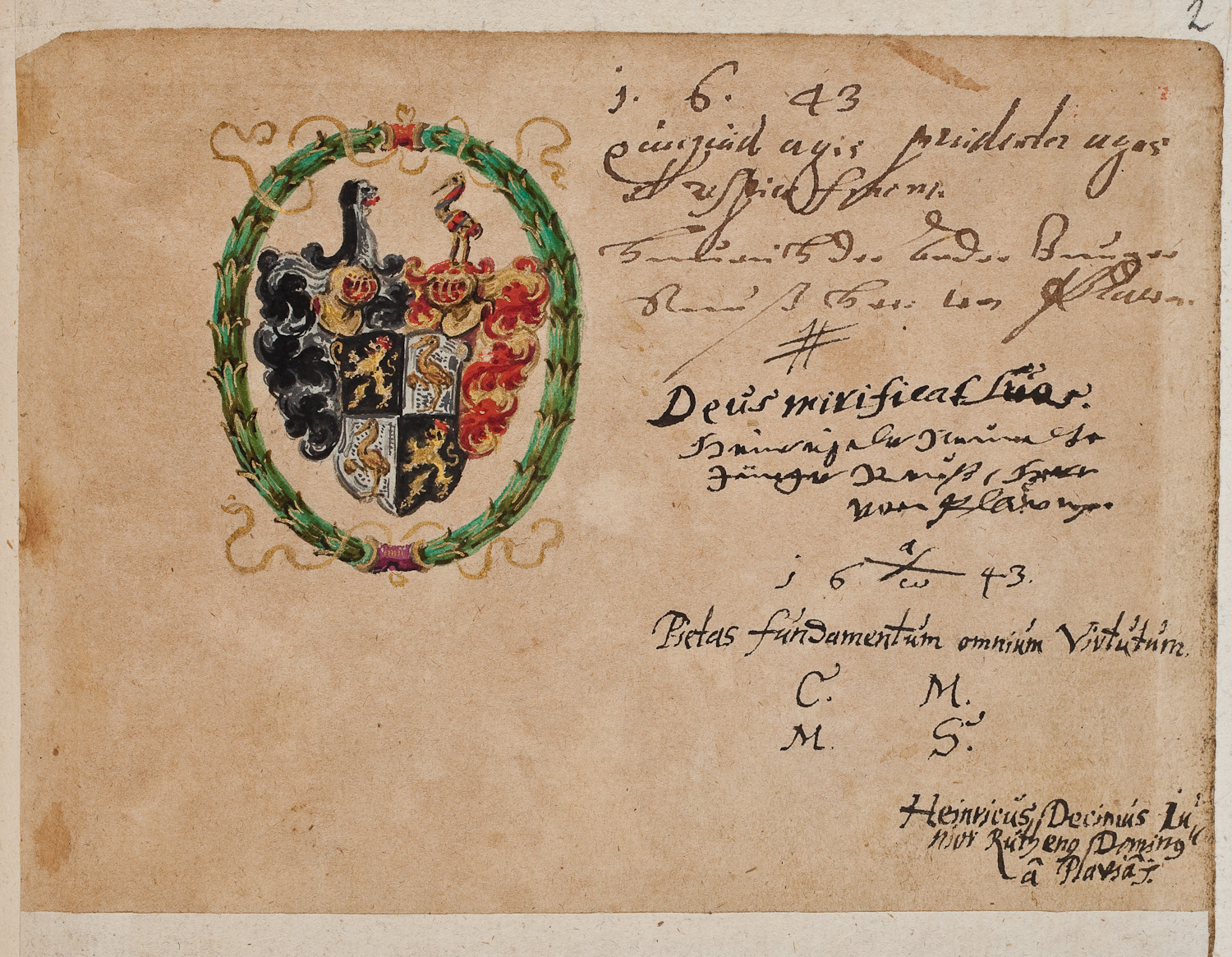
Eintrag von Heinrich X. im Album amicorum von Burchard Grossmann 1643

Der Sohn des Heinrich Posthumus Reuß zu Gera wurde nach dem Tod des Vaters unter der Vormundschaft seiner älteren Brüder Heinrich II. (1602–1670) und Heinrich III. (1603–1640) erzogen. Sie hatten ihm an der Universität in Leipzig eine Ausbildung angedeihen lassen, wo der junge Adlige von dem Wintersemester 1641 bis zum Sommersemester 1643 zum Rektor der Alma Mater gewählt wurde. Bei der 1647 durchgeführten Hauptlandesteilung der jüngeren Linie des Hauses Reuß, erhielt Heinrich X. die Herrschaft Lobenstein unter Abzug der neu gebildeten Herrschaft in Saalburg.
Somit war er der Begründer des Lobensteiner Hauses in der jüngeren Linie Reuß geworden. 1653 war er auf dem Reichstage zu Augsburg, kaufte 1664 die Besitzungen des Schlosses und Gutes Hirschberg von der Familie von Beulwitz und wurde nach dem Tod seines Bruders Heinrich IX. wieder Besitzer der einst an Saalburg abgetretenen Lobensteiner Güter. 1670 war er Ältester des Hauses Reuß geworden.
Nach seinem Tod führten seine Söhne die Besitzungen gemeinsam weiter, die jedoch später wieder geteilt wurden und in neuen Unterlinien aufgingen. Der Lobensteiner Zweig starb im Mannesstamm 1853 aus.

## Familie
Heinrich X. war seit 24. Oktober 1647 mit Maria Sibylla (* 4. August 1625; † 21. Mai 1675), der Tochter von Heinrich IV. Reuß zu Obergreiz aus der älteren Linie Reuß verheiratet. Aus dieser Ehe sind die folgenden 12 Kinder hervorgegangen:
- Heinrich III. (* 16. Dezember 1648; † 24. Mai 1710), Graf und Herr zu Lobenstein
- Heinrich V. (* 18. Mai 1650; † 30. Dezember 1672)
- Heinrich VI (* 20. März 1651; † 3. August 1651)
- Heinrich VIII. (* 20. Mai 1652; † 29. Oktober 1711), Graf und Herr zu Hirschberg
- Magdalena Dorothea (* 29. August 1653; † 11. März 1705)
- Heinrike Juliana (* 30. November 1654; † 13. Juni 1728) ⚭ 27. Oktober 1686 Graf Johann Albrecht von Ronow und Biberstein
- Ernestine Sophia (*/† 1656)
- Amalie Christina (* 15. September 1657; † 18. Februar 1660)
- Heinrich IX (* 18. Oktober 1659; † 18. Februar 1660)
- Eleonora (* 7. September 1661; † 18. August 1696)
- Friederike Sibylle (* 7. September 1661; † 11. Dezember 1728)
- Heinrich X. (* 29. November 1662; † 10. Juni 1711), Graf und Herr zu Ebersdorf